# Calen Maiava-Paris
Calen Maiava-Paris (* 3. Juni 1983 in Wellington, Neuseeland) ist ein neuseeländischer Schauspieler.
Maiava-Paris spielte in vielen Kurzfilmen mit, u. a. in „The Hibiscus“. Seine erste große Rolle bekam er 2001, als er in der 4. und 5. Staffel der Jugend-Serie The Tribe den gefühlslosen Computerfreak „Mega“ verkörperte.

## Filmografie
- 1995: The Hibiscus
- 2001: Aidiko Insane
- 2001/2002: The Tribe Staffel 4&5 als Mega/Josh